# Igreja Ortodoxa Grega

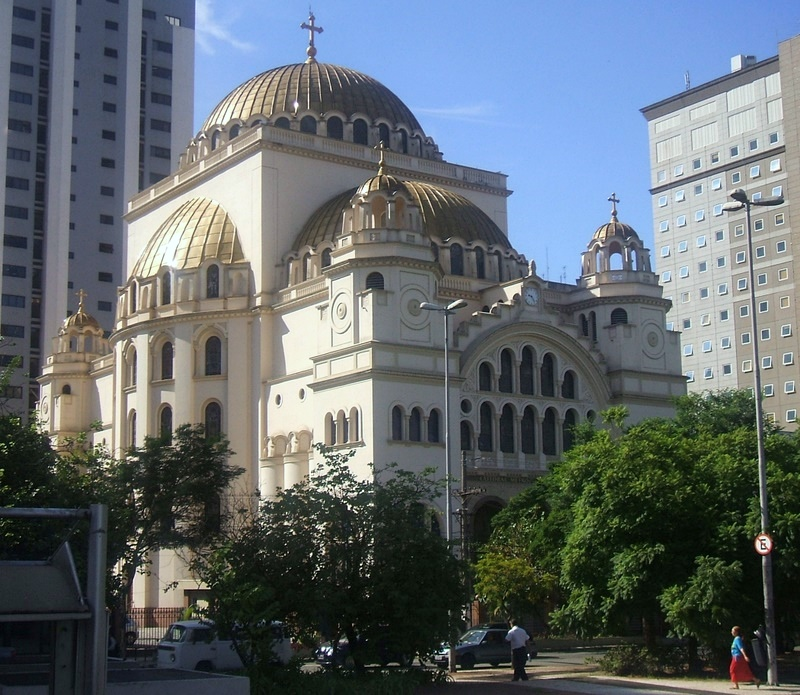
Catedral Metropolitana Grega Ortodoxa, em São Paulo.

A Igreja Ortodoxa Grega (Grego: Ἑλληνορθόδοξη Ἐκκλησία Hellēnorthódoxē Ekklēsía) é formada por várias igrejas autocéfalas, dentro da Igreja Ortodoxa cuja liturgia é tradicionalmente realizada em Koiné.
Trata-se de igrejas independentes do ponto de vista administrativo, mas unidas na doutrina, na comunhão eclesiástica e no ritual, e diferente da Igreja Católica, onde existe um único centro cultural e administrativo (o Vaticano), predomina na Ortodoxia Grega a pluralidade de centros eclesiásticos e culturais. Algumas notas locais à parte, o rito é praticamente o mesmo.

## Jurisdições ortodoxas gregas
Incluem-se os quatro antigos patriarcados da Ortodoxia, devido à origem grega da Igreja de Constantinopla e à bizantinização de suas outras sés dentre as partes que aderiram ao Concílio de Calcedônia:
- Constantinopla
- Alexandria, cuja contraparte calcedoniana é historicamente grega, foi completamente bizantinizada pelo século XII[4][5]
- Antioquia, que tinha práticas mais propriamente antioquinas até as reformas de Teodoro Bálsamo[5]
- Jerusalém

E, também, as seguintes igrejas autocéfalas:
- Igreja da Grécia, separada de Constantinopla no século XIX
- Igreja de Chipre, separada da Igreja de Antioquia no Primeiro Concílio de Éfeso, tem população homogeneamente grega
- Igreja Ortodoxa Albanesa, que, apesar de ser largamente diferente das outras, com o uso difuso da língua albanesa, tem vínculos com a Grécia e utiliza a língua grega em algumas regiões[6]